# Salle J.-Antonio-Thompson
La salle J.-Antonio-Thompson est une salle de spectacle située à Trois-Rivières dans la province de Québec au Canada.
1 037 sièges sont répartis sur deux niveaux, soit le parterre et le balcon. Son nom actuel rend hommage à Joseph-Antonio Thompson (1896-1974), musicien, compositeur et professeur de musique ayant largement contribué au développement artistique de Trois-Rivières. Elle est considérée comme l'une des plus belles salles de spectacle du Québec.
Elle est l'œuvre de l'architecte montréalais Daniel-John Creighton accompagné du décorateur Emmanuel Briffa. De sa construction en 1927 jusqu'en 1979, la salle fut connue sous le nom de Théâtre Capitol. 

## Histoire

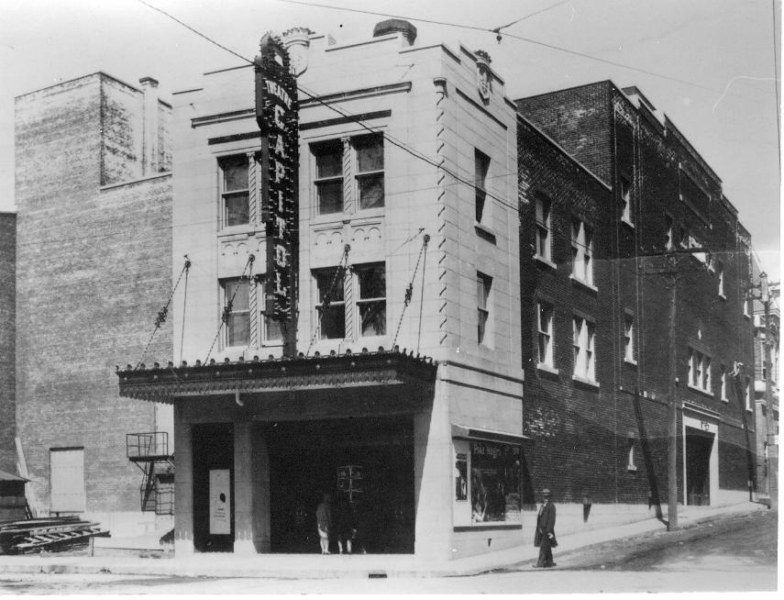
Théâtre Capitol, vers 1935.

À la suite de l'incendie de Trois-Rivières de 1908, Arthur-Jean-Baptiste Robert qui avait précédemment fondé les salles de théâtre Bijou en 1909 et Gaieté en 1912 entreprend d'ouvrir à l’angle des rues des Forges et Champlain une salle de spectacles conçue pour le vaudeville et le cinéma appelé le Capitol, construite selon les plans de l’architecte montréalais Daniel-John Creighton. La décoration intérieure d’inspiration art déco a été confiée à Emmanuel Briffa. La salle est officiellement inaugurée le 7 avril 1928. Les décennies 1940 et 1950 verront y défiler nombre d’artistes étrangers. On y présente des concerts, des défilés de mode, des activités sociales et culturelles. 
En 1966, la famille Robert vend ses parts dans le théâtre Capitol à l’United Amusement Corporation, une filiale de la firme Famous Players qui l’intègre à son réseau des Cinémas Unis. En 1978, alors que le Capitol souligne ses cinquante ans, l’United Amusement Corporation annonce son intention de diviser le théâtre Capitol en deux salles de cinéma plus modernes. La ville de Trois-Rivières fait aussitôt des démarches pour acquérir le théâtre, afin de protéger cette salle qui fait partie de la vie culturelle de Trois-Rivières depuis 1928 . En avril 1979, la ville de Trois-Rivières propose que le théâtre Capitol soit renommé sous le nom de la salle J.-Antonio-Thompson, en l’honneur de ce grand musicien trifluvien qui a contribué au développement de la vie culturelle de la ville. L’édifice a été préservé jusqu’à ce jour; il forme maintenant le corps principal de la salle de spectacle J.-Antonio-Thompson.

## Tournage audiovisuel
- Le film 2001: A Space Travesty paru en 2000 est en grande partie tourné à l'intérieur de l'édifice.
- La salle J.-Antonio-Thompson apparaît également dans le film Isn't She Great paru lui aussi en 2000.

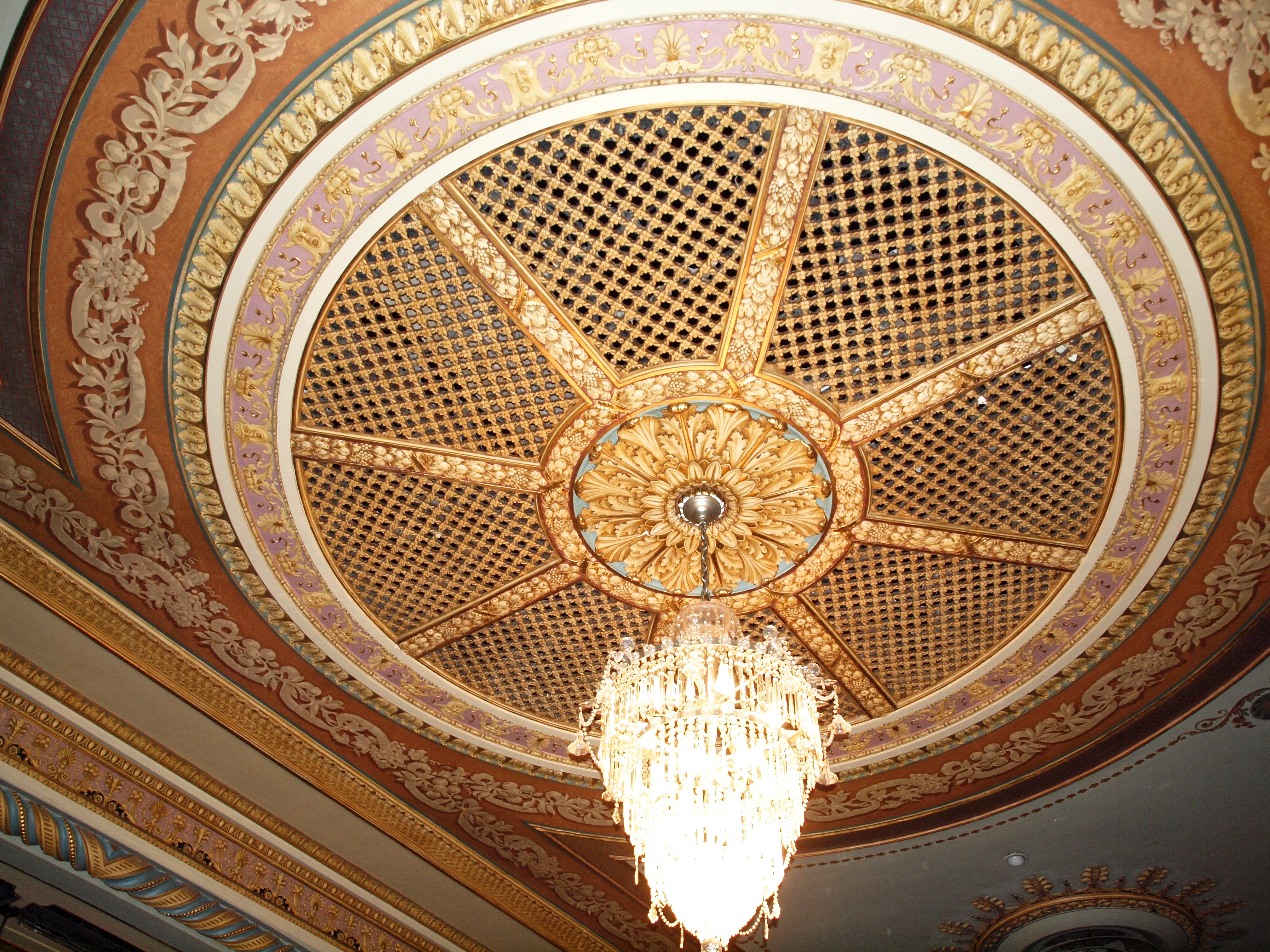
Plafonnier de la rotonde.
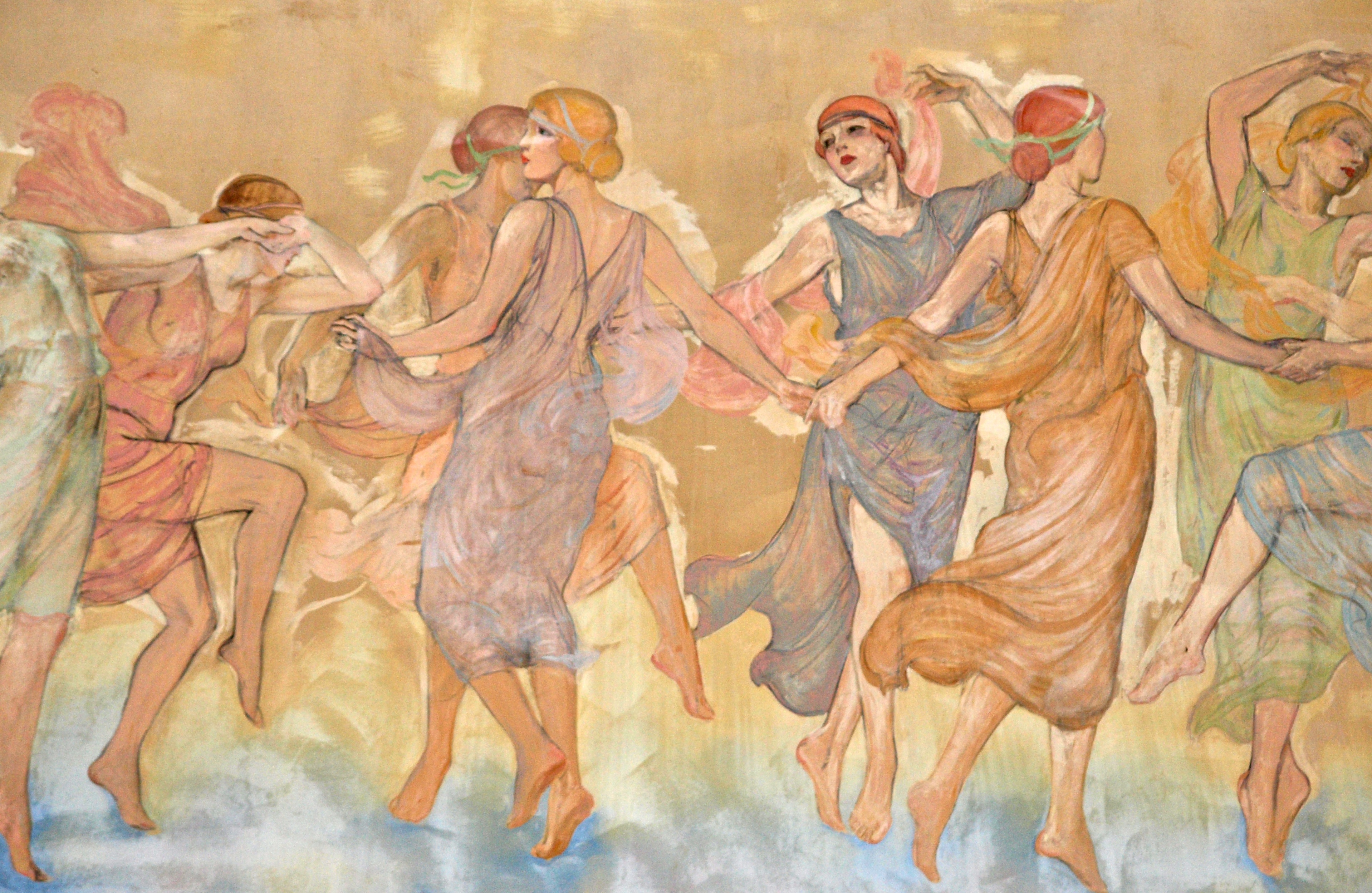
Peinture de style Art déco, par Emmanuel Briffa.
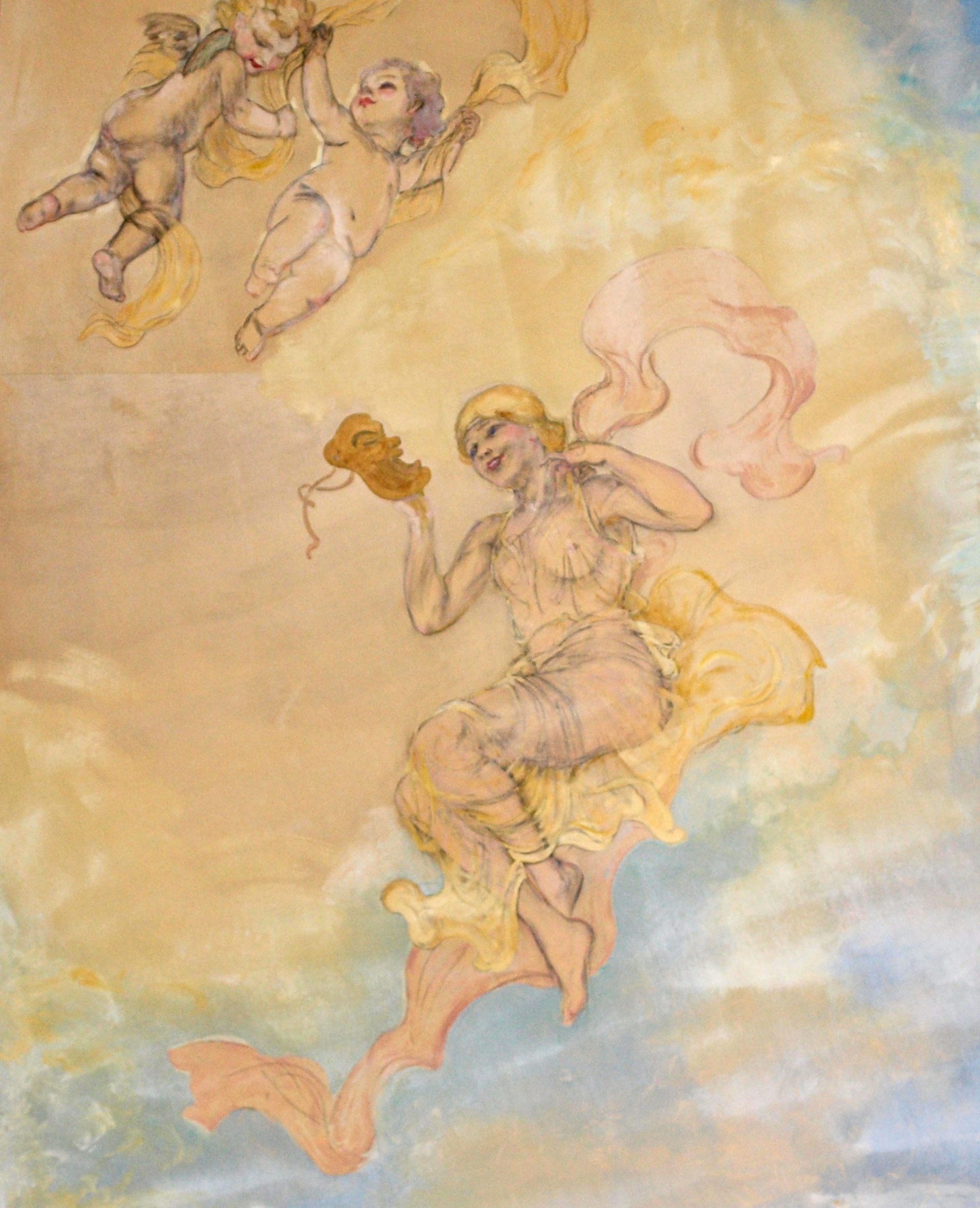
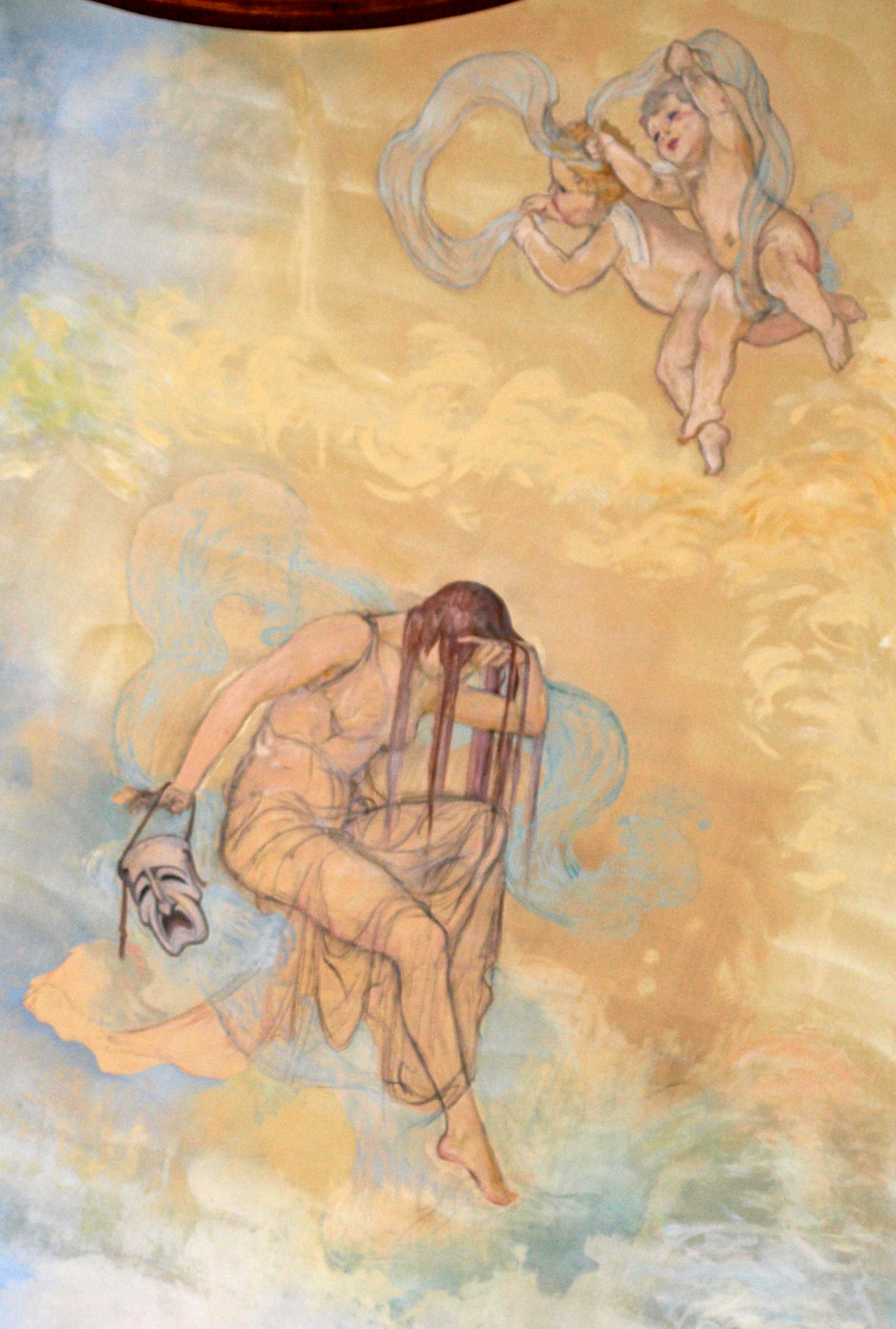
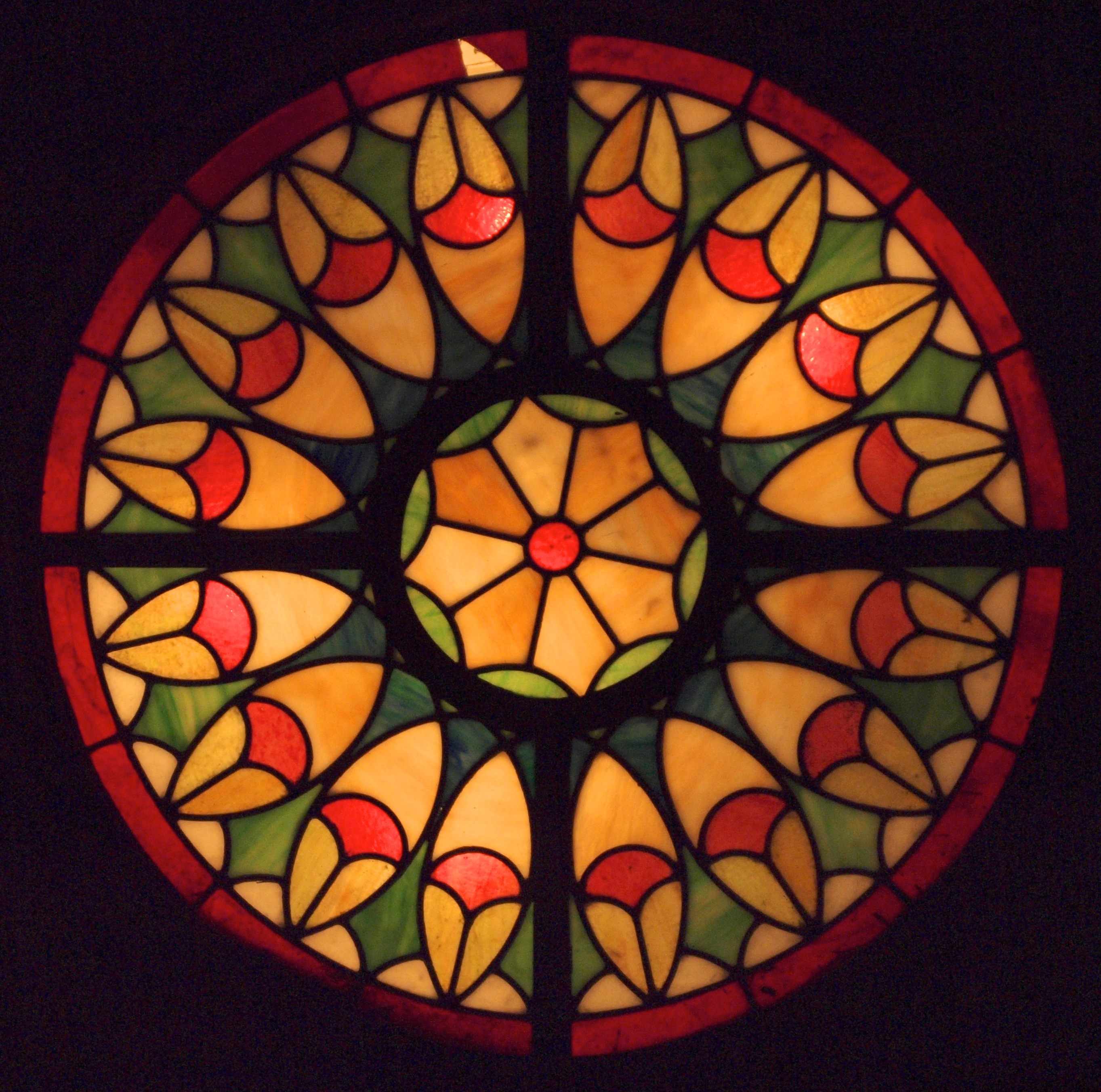
Vitrail intérieur.